# Ани Лорак
А́ни Ло́рак (укр. Ані Лорак; настоящее имя — Кароли́на Миросла́вовна Куе́к (укр. Кароліна Мирославівна Куєк); род. 27 сентября 1978, Кицмань, Черновицкая область) — украинская эстрадная певица, композитор, поэтесса, телеведущая. В 2010-е годы достигла популярности в России. 
Представляла Украину на конкурсе песни «Евровидение-2008» с песней «Shady Lady» и заняла второе место.
Удостоена многих украинских и российских музыкальных наград, в том числе премии «Золотой граммофон». Обладательница пяти «Золотых дисков» за альбомы «Там де ти є…», «Мрій про мене», «Ані Лорак», Smile, «Розкажи» и двух «Платиновых дисков» за альбомы «Солнце» и «15». Является лауреатом фестиваля «Песня года». Диапазон голоса — 4,5 октавы.
Занимается общественной деятельностью. Посол доброй воли ООН.

## Биография

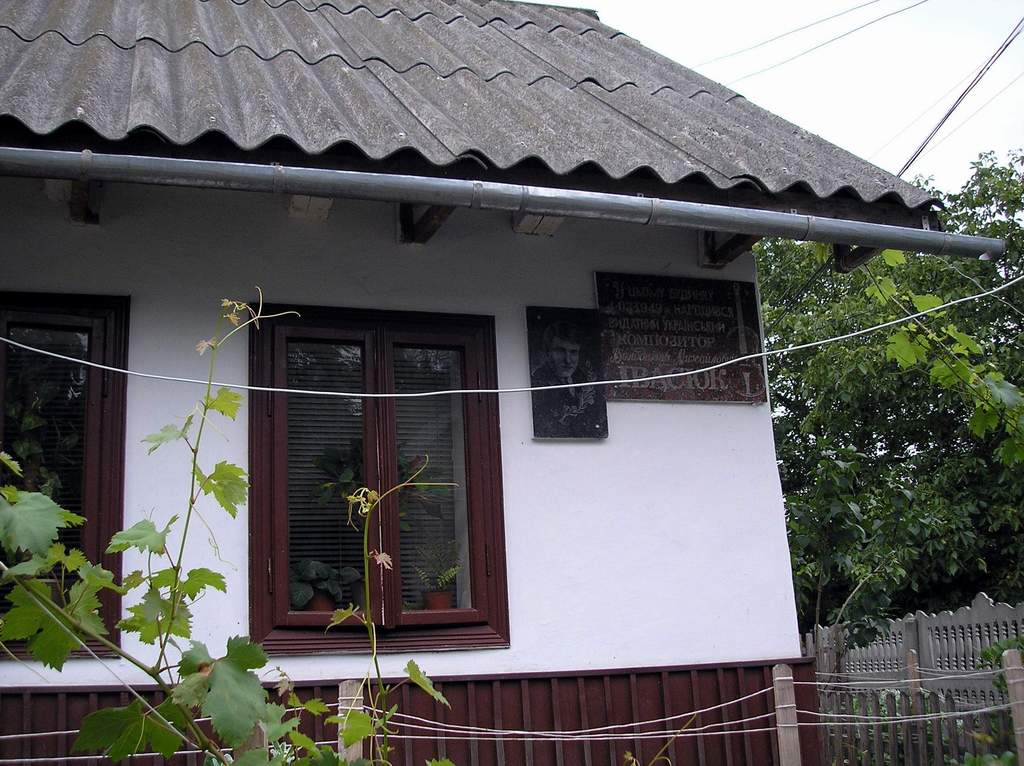
Дом в городе Кицмань, в котором родилась Ани Лорак. За 29,5 лет до того в нём родился композитор Владимир Ивасюк

Родилась 27 сентября 1978 года в небольшом городе Кицмань на севере Черновицкой области Украинской ССР.
Родители девочки расстались ещё до её рождения. Мать Жанна Васильевна дала дочери фамилию отца, а имя выбрала в честь пани Каролины (Виктория Лепко), одной из своих любимых героинь телепередачи Кабачок «13 стульев».
Детство Ани Лорак прошло в бедности. Мать полностью отдавалась работе, чтобы прокормить своих детей, поэтому была вынуждена в шесть лет отдать дочь в Садгорскую школу-интернат № 4 в Черновцах, где девочка вместе с братьями (у неё было три брата, но старший, Сергей, погиб на войне в Афганистане, когда Каролине было 9 лет) воспитывалась до 7-го класса.
Каролина начала петь в четыре года. Выступала на разных школьных конкурсах вокала.

### 1990-е годы
В 1992 году принимала участие в черновицком фестивале «Первоцвет» и победила. Именно здесь Каролина познакомилась с продюсером Юрием Фалёсой и подписала свой первый профессиональный контракт.
В 1994 году 15-летняя певица взяла первую премию международного фестиваля «Веселад» в Черновцах.
Известность Лорак принесла российская телевизионная программа «Утренняя звезда», вышедшая на экраны в марте 1995 года. Тогда же Каролина стала известна как Ани Лорак: в этом конкурсе уже была заявлена российская певица под именем Каролина, и украинской Каролине пришлось выйти из такого положения, выступив под псевдонимом, являющимся обратным прочтением имени Каролина.
Тогда же, по итогам опроса «Новые звёзды старого года», она была признана «Открытием» 1994 года и награждена «Золотой Жар-птицей» Таврийских игр. На проводившемся в Крыму фестивале «Червона рута» Ани Лорак заняла второе место.
Осенью 1995 года была завершена запись альбома «Хочу летать», выдержанного в стиле джаз-рок. Компакт-диск был выпущен в начале 1996 года английской фирмой «Holy Muѕіҡ» тиражом 6 000 экземпляров и на родину певицы так и не попал. Летом в сопровождении «Братьев блюза» снова выступала на «Таврийских играх-VI» и номинировалась на лучшую певицу в премии «Золотая Жар-птица». В этом же году она победила в конкурсе «Big Apple Music 1996 Competition», проводившемся в Нью-Йорке.
Летом 1997 года на очередных Таврийских играх видеоклипом «Я вернусь» анонсировала выход одноимённого альбома, увидевшего свет в декабре 1997 года.
В начале 1999 года отправилась в тур по США, Франции, Германии, Венгрии, а также большинству крупных городов Украины. В 1999 году стала самой молодой заслуженной артисткой Украины. В этом же году Ани Лорак познакомилась лично с российским композитором Игорем Крутым, в сотрудничестве с которым появилась композиция «Зеркала».

### 2000-е годы
Между Крутым и Ани Лорак был подписан контракт, который вступил в силу весной 2000 года.
В декабре 2001 года вышел четвёртый компакт-диск «Там, де ти є…» («Там, где ты есть…») В Лорак 2001 году снялась в роли Оксаны в комедийном мюзикле по мотивам произведения Николая Гоголя «Вечера на хуторе близ Диканьки». Съёмки сцен, происходящих в Санкт-Петербурге, происходили в Мариинском дворце Киева.
Летом 2002 года, признанная лучшей певицей Украины, Лорак получила перо «Золотой Жар-птицы» и «Золотой диск» (по результатам продажи альбома «Там, где ты есть…»). В 2002 году певица вошла в топ-100 самых сексуальных женщин мира, а в 2008 году журнал FHM включил певицу в рейтинг топ-100 самых сексуальных женщин мира.
Альбом 2004 года под названием «Ани Лорак» также получил статус «золотого», а одна из его песен «Три звичних слова» («Три привычных слова») — статус лучшей песни 2004 года. Сама Ани Лорак стала лучшей певицей 2004 года.
В 2005 году вышел англоязычный альбом Smile. В 2006 году вышел седьмой по счёту альбом «Розкажи» («Расскажи»), который был признан «золотым».
В 2007 году вышел альбом «15». В 2008 году вышел сингл «Shady Lady», написанный Филиппом Киркоровым и с этой песней певица поехала на «Евровидение-2008» и заняла 2 место. Вышла русская версия этой песни «С неба в небо», за которую получила «Золотой граммофон».

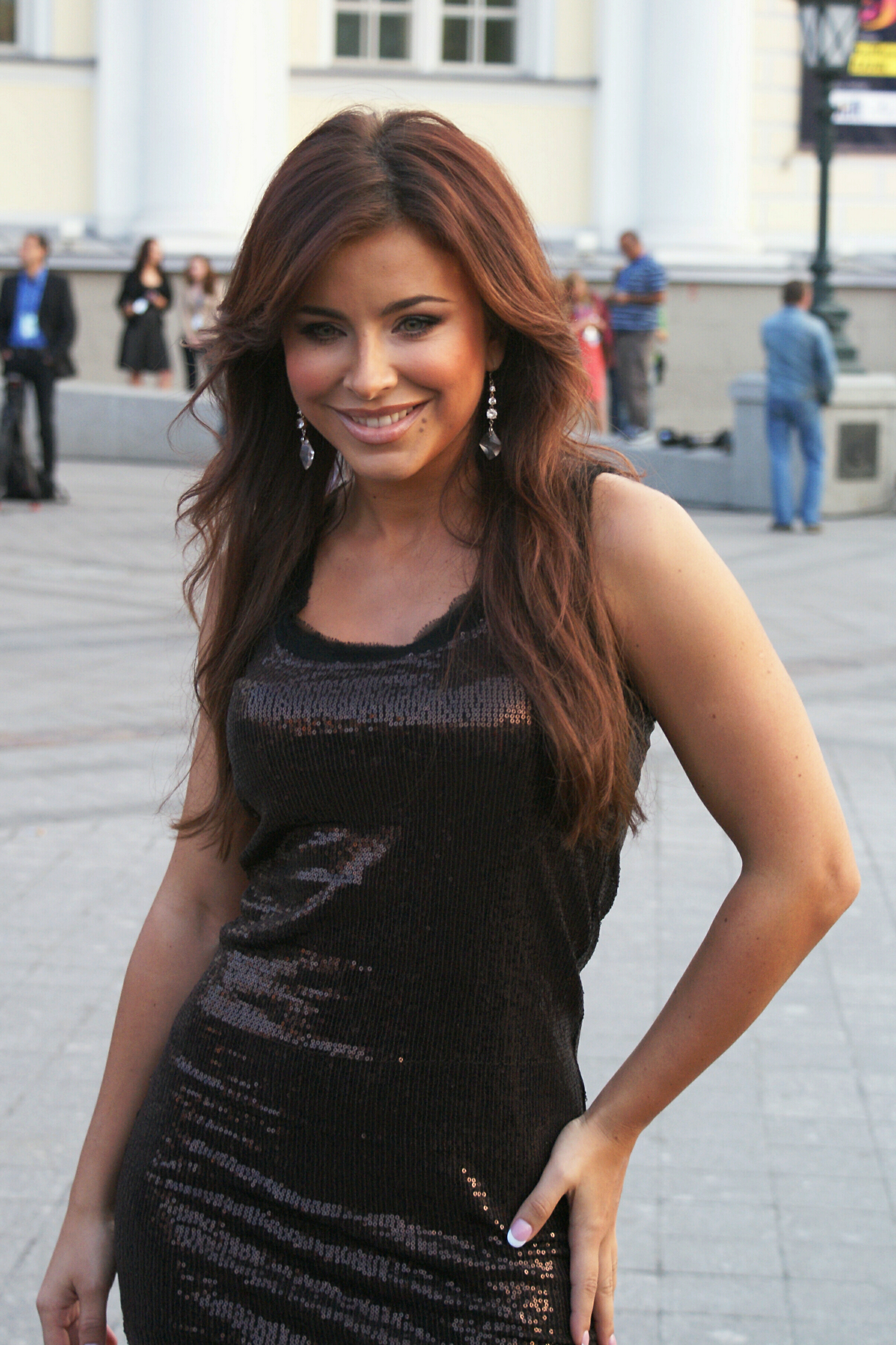
В Москве, 10 мая 2009 года

В 2009 году вышел альбом «Солнце», который принёс певице огромную популярность не только на Украине, но и в странах СНГ. Песня «Солнце» была удостоена премии «Золотой граммофон». В этом же году певица была удостоена премии «Человек года» в номинации «кумир украинцев» и была номинирована на премию Муз-ТВ.
Дважды выдвигалась на участие в общеевропейском песенном конкурсе Евровидение.
При поддержке[уточнить] изданы два детские книги: «Як стати зіркою» («Как стать звездой») и «Як стати принцесою» («Как стать принцессой»).
Лицо косметической фирмы Schwarzkopf & Henkel на Украине.
В 2006 году вместе с мужем в Киеве открыла бар «Ангел».
Лорак занимается общественной деятельностью, ранее являлась послом Доброй воли ООН по вопросам ВИЧ / СПИД на Украине.
В сентябре 2009 года согласилась участвовать в туре «С Украиной в сердце!» в поддержку Юлии Тимошенко.

### 2010-е годы
14 февраля начался всеукраинский тур на презентацию[уточнить] альбома «Солнце». Финальный концерт прошёл 24 марта в Киевском Дворце Украина. Шоу «Солнце» получило статус европейского уровня.
В 2010 году вышел сборник лучших песен «The Best». получила «Золотой граммофон» за песню «С первого взгляда» и была номинирована на премию Муз-ТВ. Была неоднократно признана самой талантливой и популярной певицей Украины.
В 2010 году официально стала рекламным лицом компании Oriflame. С участием
Лорак вышло несколько каталогов на разные месяцы. В конце ноября приняла участие в проекте «Музыкальный ринг» на НТВ, где её соперником был Дима Билан. Данный музыкальный поединок вызвал много скандалов как в прессе, так и на телевидении. Многие фанаты и критики, участвовавшие в самом шоу, оценили зрелище как «Евровидение-2008» или «борьба между Россией и Украиной».
В 2011 году вышли синглы «Для тебя» и «Спроси», которые стали настоящими хитами.  выпустила сборник «Избранное», а также получила премию «Человек года» в номинации «Звёздное соло». Была номинирована на премию Муз-ТВ. Вышла песня «Не дели любовь». За песню «Для тебя» получила премии «Песня года» и «Двадцатка лучших песен».
В 2011 году приняла участие в телепроекте Первого канала «Призрак Оперы».
3 мая 2012 года в Ялте начался большой европейский тур «Обними меня», в рамках которого Ани Лорак объездила Украину, Россию, Беларусь, Латвию, Эстонию, Турцию, Казахстан и ОАЭ. Финальные концерты прошли в августе 2013 года в Краснодарском крае.
В октябре 2013 года презентовала концертное шоу «Каролина». Позже певица отправилась в концертный тур по городам Украины, России и других стран СНГ и стран Балтии, который продлился весь 2014 год. В этом же году стала голосом программы по усыновлению «Сиротству — нет!» благотворительного фонда «Развитие Украины».
В 2014 году певица стала одним из тренеров в украинском шоу «Голос країни». Получает награды Премии российского телеканала RU.TV в номинациях «Лучший дуэт» за песню «Зеркала» с Григорием Лепсом и «Лучшее концертное шоу года» за своё шоу «Каролина». В сентябре на церемонии EMA в Алма-Ате Ани Лорак была признана «Лучшим артистом Евразии».
Ани Лорак продолжила выступать в России после аннексии Крыма и начала военных действий на Донбассе. 3 августа 2014 года около сотни протестующих устроили столкновения с милицией возле одесского клуба «Ибица», где готовился концерт Лорак. Начальник одесской милиции Иван Катеринчук, а также губернатор Одесской области Игорь Палица осудили позицию певицы, которая, по их словам, является антиукраинской, но также раскритиковали и действия протестующих, устроивших драку во время концерта.
Аналогичный случай произошёл в Киеве 26 ноября 2014 года — члены партии Свобода устроили коридор позора зрителям, пришедшим на концерт Лорак и пытались попасть в зал дворца «Украина». Беспорядки были пресечены милицией. Министр внутренних дел Украины Арсен Аваков прокомментировал инцидент перед её концертом, написав в Фейсбуке, что она «открыто провоцирует общество», а милиционер, который избил участника акции, будет уволен.
В 2015 году трижды была признана «Лучшей певицей года» (Премия МУЗ-ТВ, Премия RU.TV, Fashion People Awards). 27 сентября, в свой день рождения, певица представила на бис шоу «Каролина» в Ледовом дворце Санкт-Петербурга. Шоу транслировалось в прямом эфире на YouTube.
В январе 2016 года отправилась в тур по США и Канаде, в течение всего года гастролировала с шоу «Каролина». В конце года певица презентует 15-й студийный альбом «Разве ты любил».
В январе 2017 года совместно с артистом Black Star Мотом представила дуэтную песню «Сопрано», которая по итогам года различными музыкальными премиями была отмечена как «Лучший дуэт». В этом же году завершила шоу «Каролина», финальные концерты состоялись в Германии.
В 2018 году презентовала шоу «DIVA», которое, по мнению некоторых обозревателей, ознаменовало начало нового этапа в музыкальной карьере певицы. Шоу произвело небывалый фурор и было отмечено музыкальными критиками, которые сравнивают его с концертами мировых звёзд. Осенью 2018 года Ани Лорак стала наставником в седьмом сезоне шоу «Голос» на Первом канале, где компанию ей составили рэпер Баста, рок-музыкант Сергей Шнуров, а также композитор и продюсер Константин Меладзе.
1 августа 2019 года Ани Лорак дала первый концерт нового шоу «THE BEST», премьера состоялась в Махачкале.

### 2020-е годы
21 января состоялась премьера трека вместе с Мишей Марвиным «Ухожу». В январе-феврале 2020 года Ани Лорак дала тур[уточнить] новой концертной программы THE BEST по городам России. Концерты, заявленные на весну, отменены из-за эпидемии коронавируса. В целом Ани Лорак потеряла 15 миллионов рублей из-за срыва большого российского тура. В марте 2020 года певица представила сразу два клипа на песни из нового альбома «За мечтой». В мае представила сингл «Твоей любимой». Премьера клипа на эту песню состоялась 18 августа. 15 октября состоялась премьера сингла «Страдаем и любим», а 24 ноября — премьера клипа на эту песню.
28 мая 2021 года Ани Лорак выпустила сингл «Раздетая» и представила клип на эту композицию. Авторами песни выступили Егор Глеб, Егор Головин и Ольга Светличная, а режиссёром видео, снятого на Мальдивах, выступила Катерина Царик. 27 августа состоялась премьера композиции «Не отпускай», записанной совместно с Сергеем Лазаревым, слова к которой написала Алёна Попова, а музыку — Андрей Сторож. 24 сентября Ани Лорак выпустила песню на украинском языке «Бачила», а также представила тизер будущего видеоклипа. 22 октября был выпущен сингл «Он», написанный Олегом Влади, и параллельно открылся предзаказ нового альбома певицы под названием «Я жива». Официальный релиз пластинки состоялся 12 ноября на лейбле Warner Music Russia. 19 ноября состоялась премьера видео на песню «Верила», которая вошла в альбом «Я жива».
14 февраля 2022 года состоялась премьера клипа на песню «Материк», записанную совместно с Артёмом Качером. 21 октября того же года певица выпустила сингл «Лабиринт» и представила клип на песню. Автор песни — украинская поэтесса и композитор Алёна Мельник. 27 января 2023 года Ани Лорак представила песню «Обратный отсчёт», которая стала первым синглом в поддержку будущего альбома певицы «Остров». 3 марта того же года состоялась премьера композиции «Рядом, но не вместе», текст к которой написал Михаил Гуцериев, а музыку — Дарья Кузнецова. В тот же день был выпущен видеоклип, режиссёром которого выступил Дмитрий Литвиненко. Роль партнёра Ани Лорак в видео исполнил актёр Марк Богатырёв. «Рядом, но не вместе» стала второй серией музыкальной киносаги «Вселенная GM», автором и продюсером которой является Дарья Кузнецова.
22 марта 2022 года исполнительный комитет Черновицкого городского совета принял решение о демонтаже знака Ани Лорак, установленного на Аллее звезд Театральной площади Черновцов в 2008 году к 600-летию города. На следующий день стало известно, что именную звезду Ани Лорак убрали.
В 2023 году вошла в состав жюри детско-музыкального телешоу «Ты супер!».
21 апреля 2023 г. вышел четырнадцатый сольный студийный альбом «Остров», в который вошло 10 песен. На заглавную композицию альбома снято Mood Video, режиссёром которого стал Макс Мошкин.
В 2024 году приняла участие в пятом сезоне шоу «Маска» на НТВ в образе Кота, где по итогам заняла второе место.

### Личная жизнь
С 1995 до 2005 жила со своим продюсером Юрием Фалёсой.
15 августа 2009 года официально вышла замуж за одного из владельцев туроператора «Turtess Travel» — гражданина Турции Мурата Налчаджиоглу (род. 12 июня 1977).
Дочь — София Муратовна Налчаджиоглу (род. 9 июня 2011). 7 апреля 2012 года в Киеве состоялось крещение Софии, крёстным отцом стал Филипп Киркоров, крёстной матерью — депутат Верховной Рады Ирина Бережная. София — ученица Павловской гимназии г. Москвы.
31 января 2019 года Каролина Куек и Мурат Налчаджиоглу официально развелись.
Причина развода озвучена в сообщении, которое опубликовано в Едином государственном реестре судебных решений:
Супружеская жизнь не сложилась, поскольку отсутствуют общие взгляды на семейную жизнь, доверие, чувство любви и уважения потеряно. Не проживают одной семьёй около двух лет, брачные отношения прекращены, примирение невозможно.
С мая 2019 года встречалась с Егором Глебом, саунд-продюсером лейбла Black Star Inc.
14 февраля 2023 года стало известно об отношениях певицы с испанцем Исааком Вижраку. 27 сентября 2024 года певица обручилась в Венеции. В марте 2025 года вышла замуж.
В марте 2024 года сообщалось, что Лорак (Куек) в феврале подала заявление на получение гражданства России.
В июне 2025 года Лорак (Куек) получила российское гражданство.

### Семья
Дед и бабушка по линии отца — Иван Куек и Ольга Михайловна Куек, дожили до золотой свадьбы. Дедушка Иван Куек во время войны был танкистом.
Отец — Мирослав Иванович Куек (2 января 1947 — 18 апреля 2024), заслуженный журналист Украины, работал в районной газете «Вільне життя», поэт, был женат с 1998 года на поэтессе Сильвии Заец, дальней родственнице Ольги Кобылянской, живёт в городе Кицмань, окончил Черновицкое музыкальное училище по классу дирижёр хора, а также филологический факультет Черновицкого университета.

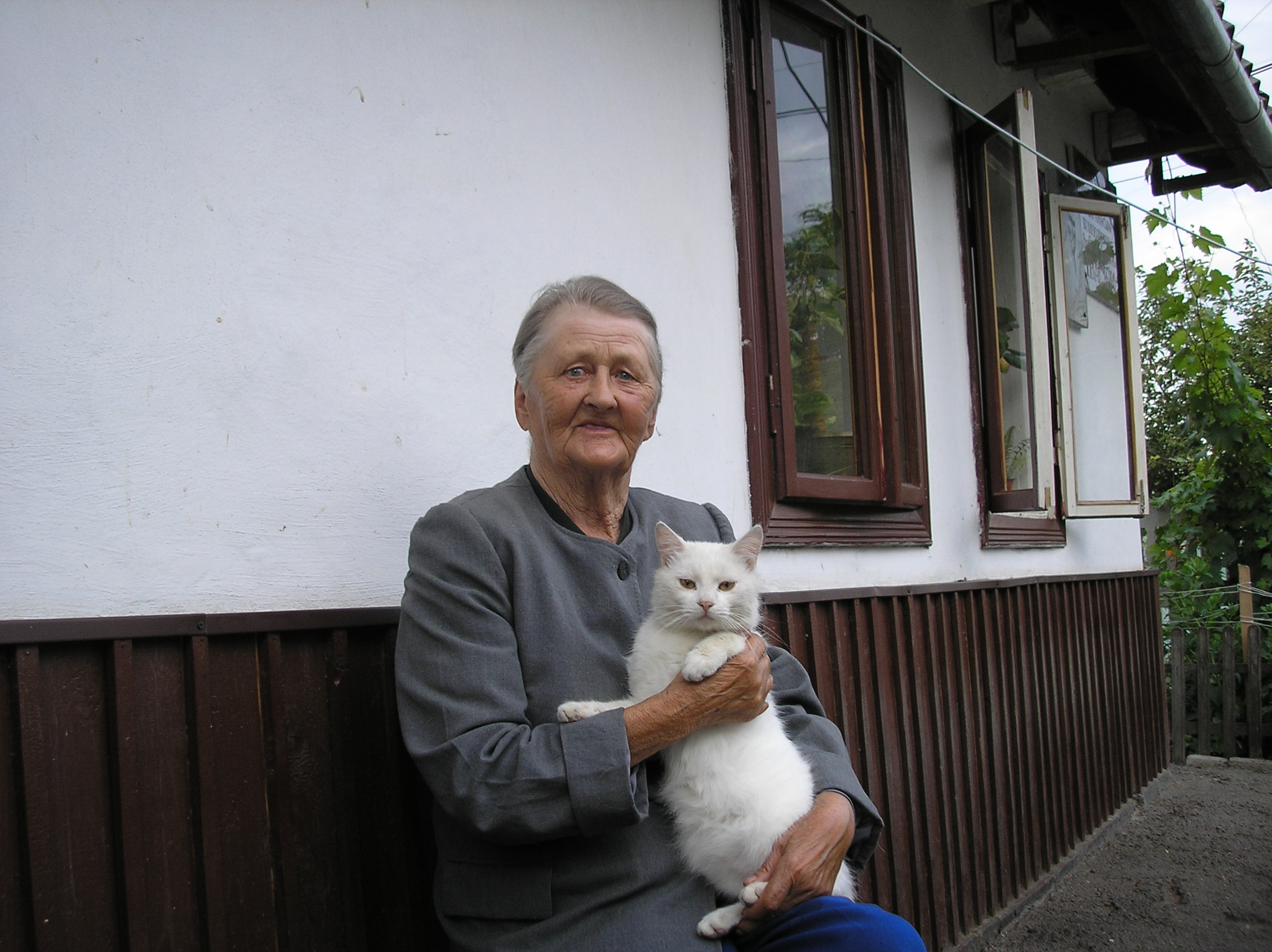
Бабушка Каролины Куек (Ани Лорак), Янина Юлиановна Дмитриенко, июль 2005

 Дед по линии матери — Василий Дмитриенко — лётчик-истребитель, попал в плен, жил в Германии. Бабушка Янина Юлиановна Дмитриенко (дев. Кокоша) родилась в Кракове, работала в аптеке, затем в магазине, была католичкой.
Мать — Жанна Васильевна Линькова (дев. Дмитриенко) (род. 7 ноября 1946), работала диктором на областном радио и телевидении, живёт в Черновцах.
Старший единоутробный брат Сергей Линьков проходил службу в Афганистане и погиб там в 1987 году.
Средний брат Игорь Куек (1976 г.р.), предприниматель.
Младший единоутробный брат Андрей Перепичка (1986 г.р.), работает в строительном бизнесе.

## Бизнес
Владела баром «Angel lounge» в Киеве на улице Шота Руставели.

## Благотворительность
- ЮНИСЕФ и ООН объявил благодарность Ани Лорак за содействие и помощь ВИЧ-инфицированным гражданам Украины в качестве Посла Доброй воли ООН по вопросам ВИЧ СПИД на Украине.
- Участие в программе ЮНИСЕФ по борьбе с пандемией птичьего гриппа на Украине.
- В период участия в «Евровидении-2008» Ани Лорак выпускает социальный фильм «You Can’t Get AIDS Through Friendship» с целью привлечения внимания к проблеме ВИЧ/СПИД.
- Ани Лорак приняла участие в социальном проекте «Positive ART», в рамках которого записала песню «Я люблю» с ВИЧ-позитивным парнем.
- В 2013 году Ани Лорак была голосом программы по усыновлению «Сиротству — нет!» благотворительного фонда «Развитие Украины». Для привлечения внимания к проблеме сиротства Ани Лорак записала песню «Снится сон» и сняла на неё клип.

## Санкции
После начала российского вторжения на Украину Лорак призвала остановить войну, через год назвала полномасштабное вторжение России на Украину словами «случилось то, что случилось» и заявила, что придерживается нейтралитета.
В сентябре 2022 года попала в санкционный список Украины против российских политиков, олигархов и коллаборационистов. Санкции предусматривают блокировку активов, ограничение торговых операций, запрет на вывод капитала и лишение государственных наград.

## Дискография
- 1996: «Хочу летать»
- 1998: «Я вернусь»
- 2000: «www.anilorak.com»
- 2001: «Там, де ти є…»
- 2004: «Ані Лорак»
- 2005: «Smile»
- 2006: «Розкажи»
- 2007: «15»
- 2009: «Солнце»
- 2013: «Зажигай сердце»
- 2016: «Разве ты любил…»
- 2019: «За мечтой»
- 2021: «Я жива»
- 2023: «Остров»

## Фильмография
| Год  | Тип    | Название фильма                         | Роль                         |
| 1998 | Мюзикл | Бери шинель                             | Лейтенант медицинской службы |
| 2002 | Мюзикл | Вечера на хуторе близ Диканьки          | Оксана                       |
| 2002 | Мюзикл | Добрый вечер тебе (Добрий вечір тобі)   | камео                        |
| 2003 | Мюзикл | Безумный день или женитьба Фигаро       | Фаншетта                     |
| 2005 | Мюзикл | Ночь в стиле Disco                      | камео                        |
| 2005 | Сериал | Весёлая хата                            | камео                        |
| 2005 | Мюзикл | Новый год в метро                       | камео'                       |
| 2005 | Мюзикл | По волне моей памяти                    | камео                        |
| 2007 | Мюзикл | Очень новогоднее кино, или Ночь в музее | Ассоль                       |
| 2008 | Мюзикл | Красная шапочка                         | Спящая красавица             |
| 2008 | Сериал | Только Любовь                           | камео                        |
| 2010 | Сериал | Новогодние сваты                        | камео                        |
| 2010 | Мюзикл | Морозко                                 | Восточная невеста            |
| 2011 | Мюзикл | Новые приключения Аладдина              | Царевна Будур                |
| 2012 | Мюзикл | Красная Шапочка                         | Туристка                     |
| 2014 | Сериал | Сашка                                   | камео                        |
| 2014 | Мюзикл | 1+1 дома (1+1 удома)                    | камео                        |

## Озвучивание
| Год  | Название             | Роль              |
| 2016 | «Принцесса-лягушка»  | Принцесса-лягушка |
| 2018 | «Принцесса и Дракон» | Принцесса Варвара |

## Театр
- 1999 — «Цыгане» — Земфира[80]

## Ведущая на телевидении
| Год  | Тип                      | Название                           |
| 2009 | Конкурс                  | Детское Евровидение-2009           |
| 2009 | Украинская премия        | Гордость страны                    |
| 2010 | Фестиваль                | Славянский Базар                   |
| 2010 | Конкурс                  | Новая Волна-2010                   |
| 2011 | Проект                   | Шоу №1                             |
| 2012 | Хит-парад                | Программа «МузРаскрутка» на МУЗ-ТВ |
| 2014 | Хит-парад                | Программа «Тема» на RU.TV          |
| 2014 | Хит-парад                | Программа «МузРаскрутка» на МУЗ-ТВ |
| 2016 | Информационная программа | Программа «Pro-новости»            |

## Награды и премии
1992

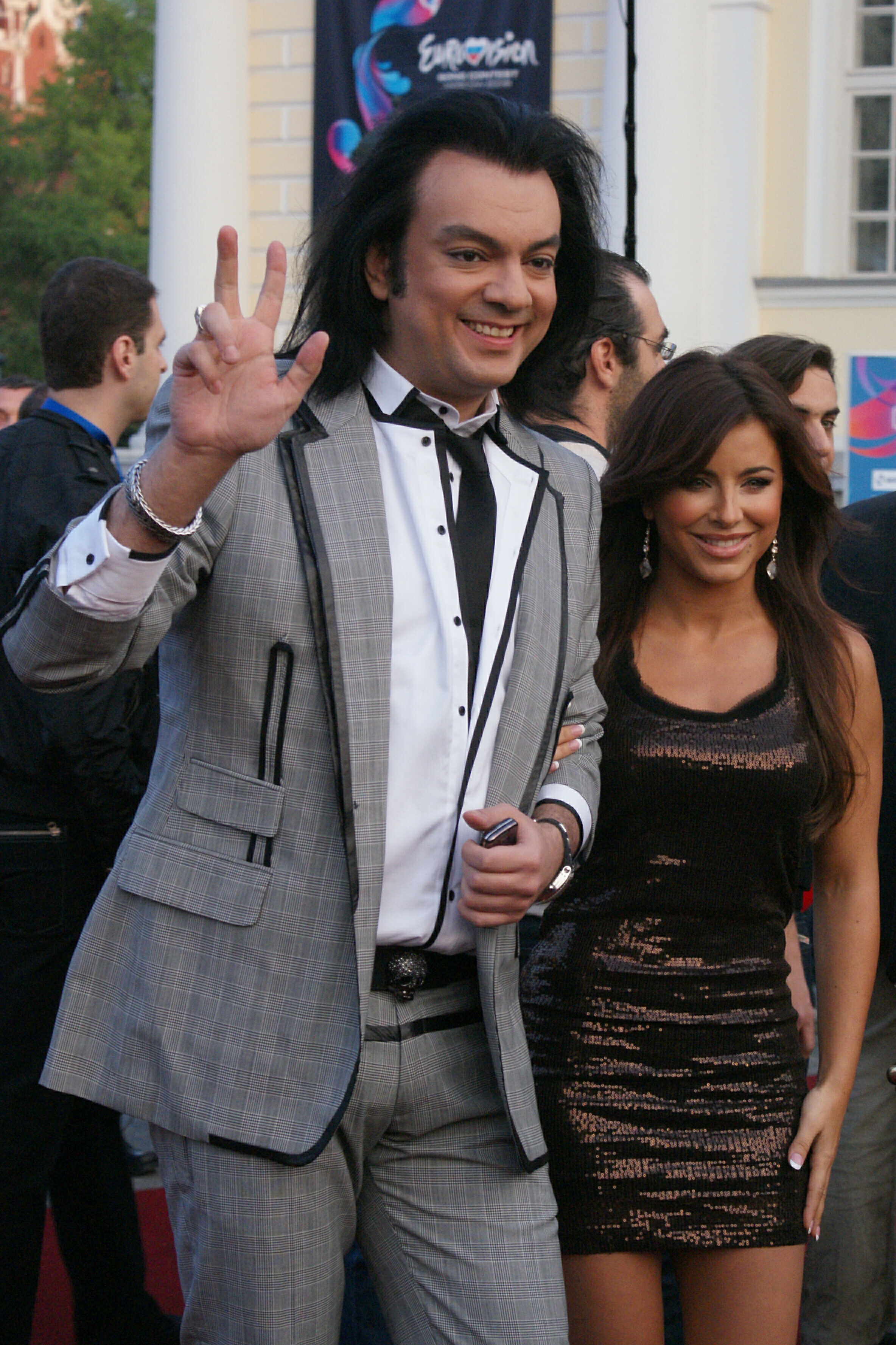
Ани Лорак и Филипп Киркоров

- Вторая премия фестиваля «Первоцвіт» г. Черновцы.

1994
- Первая премия международного фестиваля «Веселад» г. Киев.
- Первая премия международного фестиваля «Доля» г. Черновцы.

1995
- Победитель в номинации «Открытие 1995 года» фестиваля «Таврийские игры».
- Победитель телевизионного конкурса «Утренняя звезда» г. Москва.
- Вторая премия Всеукраинского фестиваля «Червона Рута» г. Севастополь.

1996
- Победитель суперфинала телевизионного конкурса «Утренняя звезда» г. Москва.
- Обладатель гран-при Всемирного конкурса молодых исполнителей «Big Apple Music-1996» г. Нью-Йорк.

1997
- Лауреат фестиваля «Песня-1997» г. Москва — г. Киев.
- Обладатель Гран-при Президента Украины по итогам Всеукраинского фестиваля «Пісенний вернісаж-1997».
- Лауреат Международной премии имени Сиди Таль «За успехи в области развития национальной культуры и укрепления дружбы между народами».

1998
- Посольством Израиля на Украине присвоено звание «Почётный артист Израиля».
- Дипломант в номинации «Певица года» и «Поп-музыка года» фестиваля «Таврийские игры-1998».

1999
- Президентом Украины присвоено звание «Заслуженный артист Украины»[89].
- Дипломант в номинации «Певица года» фестиваля «Таврийские игры-1999»

2000
- Песня «Зеркала» признана лучшим клубным релизом 2000 года на церемонии награждения Территории А.

2001
- Дипломант в номинации «Певица года» фестиваля «Таврийские игры-2001».
- «Ани Лорак навсегда» признан лучшим музыкальным фильмом 2000 года на Украине.

2002
- За объём продажи альбома «Там, где ты есть …», Ани Лорак была награждена «Золотым диском».
- Певица вошла в топ 100 самых сексуальных женщин мира.
- Ани Лорак признана «Лучшей певицей года» на фестивале Таврийские игры-2002.

2003
- Победитель в номинации «Певица года» фестиваля «Таврийские игры-2003» (Украина).
- «Певица года 2002» по итогам журнала «ELLE».
- Дипломант «Песня года-03» (Украина) за песни «Без тебе», «Тара-тира», «Скрипочка», «Мрій про мене, мрій»[94].

2004
- UBN Awards, «Певица года 2003» (Великобритания).
- «Певица года 2003» по итогам журнала «ELLE».
- «Золотой диск» по продаже альбома «Ані Лорак».
- Дипломант «Песня года-2004» (Украина) за песни «Три звичних слова», «Напишу листа», «Everytime», «13», «Я кохаю»[96].
- «Золотой граммофон» за песню «Мрій про мене, мрій».

2005
- Ани Лорак награждена орденом «Святого Станислава» IV степени с вручением ей Офицерского Креста «за укрепление международного авторитета Украины, высокий профессионализм, высокие творческие достижения, благотворительную деятельность и верность рыцарским идеалам».
- На церемонии «Золотая жар-птица» песня «Три звичних слова» признана лучшей песней 2004 года , Ани Лорак признана лучшей певицей 2004 года, приз зрительских симпатий.
- Дипломант «Песня года-2005» (Украина) за песни «Car song», «The Best», «Чекаю», «Smile», «Расскажи», «Don’t talk about love»[98].

2006
- Ани Лорак наградили международной музыкальной премией «Золотая Шарманка» за песню «Розкажи».
- Ани Лорак — самая красивая женщина Украины по версии читателей журнала VIVA (Премия «VIVA. Самые красивые»)[100].
- Премия журнала ELLE «Кумир нации».
- Альбом «Розкажи…» становится Золотым по результатам продаж[101].
- Дипломант «Песня года-2006» (Украина) за песни «Верни мою любовь», «Не кажи про любов», «Car song», «100 kisses», «Мій герой»[102].
- Победительница в номинациях «Лучшая певица» и «Лучшее выступление» на Таврийских играх-2006[103].

2007
- Номинация на премию «VIVA! Самые красивые люди Украины 2006»[105].

2008
- Номинация на премию «Viva. Самые красивые-2007»[107].
- В мае 2008 года Ани Лорак стала серебряным призёром песенного конкурса «Евровидения — 2008».
- Получила награду «Artistic Award Eurovision Song Contest», которую вручают лучшему артисту конкурса.
- Награждение званием «Народной артистки Украины»: «За весомый личный вклад в популяризацию украинской культуры в мире и высокое песенное мастерство»[108]. (В 2024 году лишена звания указом Президента Украины Владимира Зеленского против лиц, поддержавших вторжение России на Украину[109]).
- По версии журнала «Фокус» Ани Лорак артист № 1 по интересу публики[110].
- По версии журнала «Фокус» Ани Лорак вошла в топ 100 самых влиятельных женщин Украины[111].
- Премия «100 самых сексуальных» журнала «FHM»[112].
- Дипломант «Песня года-2008» за сингл «Shady Lady»[113].
- Почётный знак «Герб Буковины» (Черновицкая область)[114].

2009
- По мнению Eurovision Song Contest Radio Ани Лорак с песней «Shady lady» стала «Лучшей певицей 2008».
- В марте 2009 Ани Лорак удостоена премии «Человек года» в номинации «Кумир украинцев».
- В июне на Премии «Муз-ТВ 2009» Ани Лорак представлена в номинации «Лучшая исполнительница».
- Премия «Золотой граммофон» за сингл «Солнце».
- Премия «Золотой граммофон-2009» Санкт-Петербург за сингл «Солнце»[115].
- Номинация на премию «Viva. Самые красивые-2008»[116].
- Премия «Top 10 sexy» радио Монте-Карло".
- Премия «Золотая Шарманка»[117].
- Дипломант «Песня года-2009»(Россия) за сингл «Солнце».

2010
- Номинация на премию «Viva. Самые красивые-2009»[118].
- В апреле Ани Лорак была представлена в номинации «Певица года» за песню «Солнце» на церемонии года ZD Awards-2009 («Звуковая дорожка-2009»)[119].
- В июне на премии «Муз-ТВ 2010» Ани Лорак представлена сразу в двух номинациях «Лучшая исполнительница» и «Лучший дуэт».
- Лауреат World Fashion Awards 2010 в номинации «Fashion певица»[120].
- Номинация на премию «Glamour» в номинации «Певица года»[121].
- Премия «Козырный талант»[122].
- В ноябре певица победила в программе «Музыкальный ринг».
- Премия «Золотой граммофон» за сингл «С первого взгляда».
- Премия «Золотой граммофон-2010» Санкт-Петербург за сингл «С первого взгляда».
- Дипломант «Песня года-2010» (Россия) за сингл «С первого взгляда» «When you tell me that you love me».
- Дипломант «Песня года −2010» (Украина) за сингл «Небеса-ладони» и «Птица».

2011
- Номинация «Лучшая исполнительница 2010 года» на премию «Русский ТОП 2010»[123].
- Номинация на премию «Viva. Самые красивые-2010»[124].
- В марте на вручении премии «Человек года» Ани Лорак получила награду в номинации «Звёздное соло» и исполнила свою новую композицию «Стань для меня».
- Лауреат премии «Золотой граммофон Санкт-Петербург» за сингл «Для тебя»[125].
- Диплом «Песня года» (Россия) за сингл «Для тебя».
- Лауреат «20 лучших песен» за сингл «Для тебя».

2012
- Номинация на премию «Viva. Самые Красивые-2011»[126].
- Лауреат премии «Viva. Самые красивые-2011» в номинации «Мама года»[127].
- По версии журнала «7 Дней» Ани Лорак становится самой красивой женщиной России в 2012 году[128].
- Лауреат премии «Золотой граммофон»-2012 за сингл «Обними меня крепче».
- Лауреат премии Золотой граммофон-2012 Санкт-Петерберг за сингл «Обними меня крепче»[129].
- Дипломант «Песня года» (Россия) за сингл «Обними меня»[130].
- Номинация «Лучшая исполнительница» на премию YUNA-2012[131].

2013
- Номинация «Лучшая исполнительница» на премию «YUNA»[132].
- В марте на торжественной церемонии «Viva! Самые красивые» Ани Лорак второй раз становится самой красивой женщиной Украины[133].
- Победа в номинации «Деятель искусства» на премии «Человек года-2012»[134].
- Номинация на премию RU.TV 2013 в номинации «Лучшая исполнительница».
- 25 мая 2013 года — победа в номинации «Движуха года» (лучшая хореография) за песню «Зажигай сердце» по версии телеканала RU.TV[135].
- 7 июня 2013 года — «Лучшая исполнительница» по версии телеканала МУЗ-ТВ[136].
- 30 ноября 2013 года — премия «Золотой граммофон» за песню «Забирай рай» (Москва, Кремлёвский Дворец)[137].
- 1 декабря 2013 года — премия «Золотой граммофон» за сингл «Забирай рай» (Санкт-Петербург, Ледовый Дворец)[138].
- Дипломант «Песня года 2013» (Россия) за синглы «Зажигай сердце» и «Зеркала» (с Г. Лепсом)[139].
- Дипломант «Песня года 2013» (Украина) за сингл «Оранжевые сны»[140].
- Премия «Звёзды Дорожного радио» за сингл «Оранжевые сны»[141].

2014

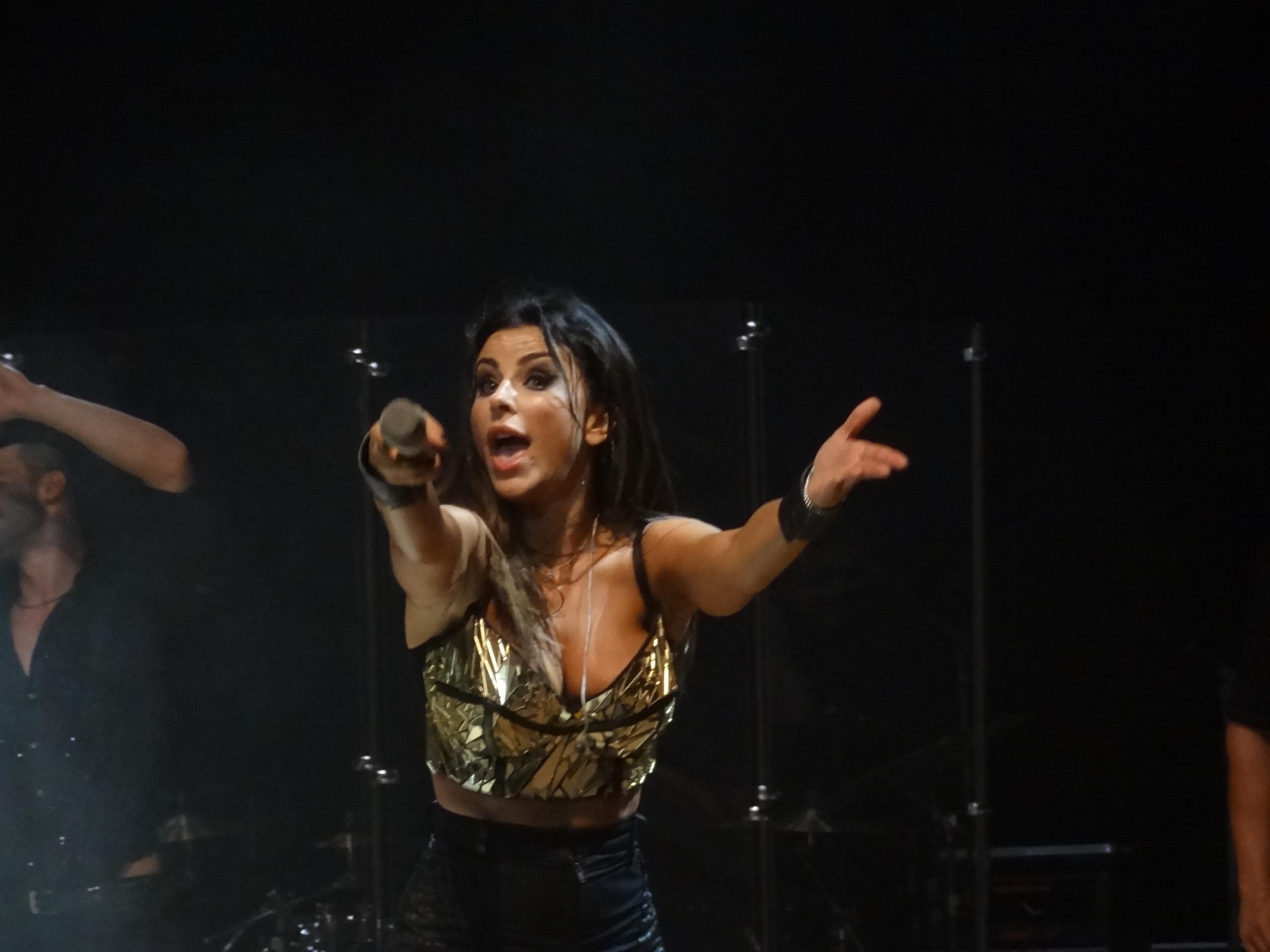
Ани Лорак в Сочи, 2014

- Номинация на премию «Русский ТОП 2013» (в номинациях «Лучшая исполнительница 2013 года» и «Лучший альбом 2013 года»)[142].
- 2 номинации на премию ZD Awards-2013 в категориях «Певица года» и «Концерт года»[143].
- Лауреат премии ZD Awards-2013 в трёх номинациях «Альбом года», «Дуэт года», «Sexy Ж»[144].
- Номинант премии YUNA 2013 в категориях «Лучшая исполнительница», «Лучший альбом»[145].
- Лауреат премии YUNA 2014 в номинации «Лучший дуэт».
- Номинация на премию «VIVA. Самые красивые-2013»[146][147][148].
- Номинация на премию «Песня года-2014».
- Номинация «Лучшая певица», «фан или профон» на премию «RU.TV»[149].
- 31 мая — победа на ежегодной премии «RU.TV» в двух номинациях: «Лучший дуэт» (с Григорием Лепсом за песню «Зеркала») и «Лучшее концертное шоу» (за юбилейный концерт «Каролина»)[150].
- Номинации «Лучшая исполнительница», «Лучший дуэт» (с Г. Лепсом — «Зеркала»), «Лучшее концертное шоу» на премию «МУЗ-ТВ 2014. Эволюция»[151].
- Обладательница особой награды от рекординговой компании «Panik Records» за продажи её англоязычного сингла «I’m Alive», который в греческом iTunes продержалась на вершине хит-парада в течение нескольких недель[152].
- Премия ЕМА в категории «Артист Евразии-2014»[153].

2015
- Премии RU.TV победа в номинации «Лучшая певица года»[154].
- Премии Муз-ТВ 2015 победа в номинации «Лучшая исполнительница»[155].
- Премия Fashion People Awards — победа в номинации «Fashion певица».
- Премия «Золотой граммофон» за песню «Корабли».

2016
- Премия Fashion People Awards — победа в номинации «Fashion Voice Women».
- Премия Муз-ТВ победа в номинации «Лучший Дуэт» (с Григорием Лепсом — «Уходи по-английски»).
- Премия журнала ОК! — победа в номинации «Главный герой — музыка»[156].
- Лауреат премии «Золотой граммофон» за песни: «Удержи моё сердце» и «Уходи по-английски» (дуэт с Григорием Лепсом).
- Премия Music Box победа в номинации «Певица года»
- Лауреат премии «Песня Года» за песню «Разве ты любил»
- Премия «Fashion New Year Awards» «Самая стильная певица» по версии телеканала Fashion TV.
- Премия «Нового радио» — «Высшая лига» за песню «Удержи моё сердце».

2017
- Премии RU.TV победа в номинации «Дуэт года» за песню «Сопрано» (с Мотом).
- Премия Муз-ТВ победа в номинации «Альбом года» — «Разве ты любил».
- Fashion People Awards, победа в номинации «Fashion дуэт» за песню «Я не могу сказать» (с Emin).
- Премия телеканала MUSICBOX, победа в номинации «Высокая планка».
- Премия «Нового радио» — «Высшая лига» за песню «Сопрано» (с Мотом).
- Лауреат премии «Песня Года» за песню «Ты ещё любишь».
- Премия «Золотой граммофон» за песню «Сопрано» (с Мотом).
- Премия «VK Music Awards» за песню «Сопрано» (с Мотом).
- Премия «ЖАРА Music Awards», победа в номинации «Певица года».

2018
- Премия «ЖАРА Music Awards», победа в номинации «Лучшее шоу» (Diva)[157].
- Премия «Bravo», победа в номинации «Лучшее концертное шоу — DIVA».
- Премия телеканала RU.TV, победа в номинации «Лучшее концертное шоу — DIVA».
- Премия Fashion People Awards, победа в номинации «Лучшее концертное шоу — DIVA».
- Премия МУЗ-ТВ, победа в номинации «Лучший дуэт» за песню «Сопрано» (с Мотом).

2019
- Премия Муз-ТВ победа в номинации «Лучшее концертное шоу» — Ани Лорак «Шоу Diva»
- Премия «Золотой граммофон» за песню «Сумасшедшая»
- Премия «Золотой граммофон» за песню «Сон».

2020
- Премия Муз-ТВ победа в номинации — Ани Лорак
- Премия «Золотой граммофон» за песню «Твоей любимой»
- Участница фестиваля «Песня Года» с песней «Твоей любимой»

2021
- Премия «Золотой граммофон» за песню «Наполовину»[158]
- Участница фестиваля «Песня Года» с песней «Наполовину»
- Премия «Прорывом года Best 2021» в номинации «Певица года»[159]

2024
- Премия «Жара Music Awards» получила в номинации «Легенда поп-культуры»[160]